# Aérodrome de Moulins - Montbeugny
L’aérodrome de Moulins - Montbeugny (code IATA : XMU • code OACI : LFHY) est un aérodrome civil, ouvert à la circulation aérienne publique (CAP), situé sur les communes de Toulon-sur-Allier et de Montbeugny à 7 km au sud-est de Moulins dans l’Allier (région Auvergne-Rhône-Alpes, France).
Il est utilisé pour le transport aérien (national et international) et pour la pratique d’activités de loisirs et de tourisme (aviation légère et aéromodélisme).

## Histoire
Il est géré par la Chambre de commerce et d'industrie de Moulins-Vichy.

## Installations

### Piste(s)
L’aérodrome dispose de trois pistes orientées est-ouest (08/26) :
- une piste bitumée longue de 1 300 m et large de 30 Elle est dotée :
  - d’un balisage diurne et nocturne (feux basse intensité commandables par les pilotes (PCL)),
  - d’un indicateur de plan d’approche (PAPI) pour le sens d’atterrissage 26 ;
- une piste en herbe longue de 843 m et large de 80, accolée à la première et réservée aux planeurs ;
- une piste en herbe longue de 330 m et large de 30, réservée aux ULM.

### Prestations
L’aérodrome n’est pas contrôlé mais dispose d’un service d’information de vol (AFIS) et d’une aire à signaux (ASI). Les communications s’effectuent sur la fréquence de 125,200 MHz. Il est agréé pour le vol à vue (VFR) de nuit et le vol aux instruments (IFR).
S’y ajoutent :
- une aire de stationnement d’une surface de 8 000 m2 ;
- une aérogare de 635 m2 ;
- des hangars d’une surface totale de 1 200 m2 ;
- une station d’avitaillement en carburant (100LL) ;
- un restaurant[3].

## Activités

### Loisirs et tourisme
- Aéroclub de Moulins
- Planeur Club de Moulins

### Statistiques
| Mouvements                 | 2001   | 2002   | 2003   | 2004   | 2005   | 2006   | 2007   | 2008   | 2009   | 2010   | 2011   |
| -------------------------- | ------ | ------ | ------ | ------ | ------ | ------ | ------ | ------ | ------ | ------ | ------ |
| Mouvements commerciaux     | 76     | 128    | 129    | 64     | 99     | 0      | 85     | 93     | 52     | 54     | 50     |
| Mouvements non commerciaux | 14 984 | 17 116 | 17 832 | 16 298 | 14 276 | 13 940 | 17 876 | 10 823 | 12 306 | 12 332 | 12 966 |
| - Locaux                   | 12 184 | 13 982 | 14 018 | 12 242 | 10 691 | 10 640 | 14 610 | 7 475  | 8 598  | 8 709  | 8 305  |
| - Voyages                  | 2 800  | 3 134  | 3 814  | 4 056  | 3 585  | 3 300  | 3 266  | 3 348  | 3 708  | 3 623  | 4 661  |
| Total                      | 15 060 | 17 244 | 17 961 | 16 362 | 14 375 | 13 940 | 17 961 | 10 916 | 12 358 | 12 386 | 13 016 |